# Avinguda òssia de les balenes
L'avinguda òssia de les balenes (en anglès Whale Bone Alley, en rus Китовая аллея) és un complex monumental de l'illa Yttygran, situada al Mar de Bering. El lloc està format per centenars d'ossos de balena, principalment mandíbules, costelles i vèrtebres i es calcula que va ser creat fa uns 6000 anys, fruit del treball cooperatiu de les tribus natives del territori. Té un recorregut d'uns 583 metres.
El jaciment va ser descobert l'any 1976 per una expedició arqueològica soviètica i durant els anys següents es van anant fent exploracions al lloc per estudiar-lo. L'any 1990 les autoritats russes van enviar-hi la primera missió internacional, dirigida per l'especialista en el món àrtic Jean Malaurie.

## Geografia i història
La península de Cutxi, on es troba l'illa Yttygran és una zona molt activa en la pràctica de la caça de balenes des del II mil·lenni aC. Nombroses restes donen fe de l'organització de les activitats de cacera i de l'ús de productes derivats per a la vida quotidiana o religiosa. Les comunitats indígenes van integrar llavors la balena a la seva producció cultural. La illa on es troba l'avinguda òssia és un espai privilegiat per la cacera de grans cetacis, doncs es troba al bell mig de les rutes migratòries d'algunes espècies.
Quan la primera expedició soviètica va arribar a l'illa el 1976 ja no hi havia restes d'ocupació recents al territori. Els experts estimen que va ser un lloc d'ocupació estacional per grups humans fins a principis del segle XX i que els humans que l'habitaven vivien en campaments de caçadors i seguien les rutes migratòries de balenes i morses.